# FKJ
FKJ（本名：法語：，1990年3月26日—）是一位來自法國都爾的多樂器演奏家、歌手與音樂人。「FKJ」是「French Kiwi Juice」的縮寫，代表其出生於法國，以及父親的紐西蘭血緣（因紐西蘭人自稱為「Kiwi」）。
FKJ廣為知名的特色是透過Solo現場表演方式，利用Ableton循環播放功能以及多種樂器演奏能力呈現，同時也被譽為新生代法國浩室音樂的先鋒者，音樂風格多變。除了帶有浩室風，也有許多其他迷幻以及節奏風格的音樂類型，有著Neo-Soul的和弦運行方式，融合著其他音樂類型的風格，像是嘻哈、節奏藍調、靈魂樂。他的第一張同名專輯《French Kiwi Juice》在2017年3月3日發行。
FKJ曾受邀在多個音樂節上演出，包括科切拉音樂節、Euphoria、CRSSD、Lollapalooza以及Lightning in a Bottle。

## 生涯
FKJ被形容為新興「New French House」音樂類型的「先驅」與「旗手之一」。他最初在電影學校接受音效工程訓練，專攻電影配音。
2017年，FKJ發表完全即興創作的歌曲〈Tadow〉及其錄音室實錄影片後，獲得廣泛關注。他與音樂人Masego於首次見面後當天，進行了一整天的即興錄音，〈Tadow〉便是在此過程中誕生的。
2017年4月，FKJ宣布他將在2017年科切拉音樂藝術節的Do Lab舞台演出。
2022年4月7日，FKJ與卡洛斯·山塔那合作演出他的新單曲〈Greener〉。
2025年3月7日，FKJ參與製作並出演JENNIE專輯《Ruby》中的歌曲〈Intro: Jane〉。

## 私人生活
FKJ於1990年3月26日出生，母親為法國人，父親來自紐西蘭。他從小便沉浸在父母收藏的音樂之中，包括英式搖滾、皇后樂團、平克·佛洛伊德、警察合唱團，70年代搖滾、齊柏林飛船，一些爵士樂，例如妮娜·西蒙、比莉·哈樂黛、邁爾士·戴維斯......法國音樂有一點點但不多，像是賽吉·甘斯柏。
2019年3月，FKJ與同為音樂人的June Marieezy（藝名為 ((( O )))）結婚。兩人曾共同創作歌曲〈Vibin' Out〉。

## 音樂作品

### 專輯
- French Kiwi Juice（2017年3月3日）
- Just Piano（2021年8月13日）
- V I N C E N T（2022年6月10日）
- 22_23 Live Sessions（2024年12月13日）

### EP及單曲
- Time for a Change（2013年7月8日）
- Ylang Ylang（2019年11月12日）
- Let's Live（2022年6月9日）